# Har Etek
Har Etek (hebrejsky: הר עתק) je vrch o nadmořské výšce 810 metrů v jižním Izraeli, v pohoří Harej Ejlat.
Nachází se cca 24 kilometrů severoseverozápadně od města Ejlat, cca 9 kilometrů jihozápadně od vesnice Elifaz a cca 7 kilometrů od mezistátní hranice mezi Izraelem a Egyptem. Má podobu výrazného odlesněného skalního masivu, jehož svahy spadají do hlubokých údolí, jimiž protékají vádí. Výrazný je zejména sráz na východní straně, do údolí vádí Nachal Timna (kde se rozevírá údolí Timna s archeologickými památkami) a Nachal Nechuštan. Vlastní vrcholová partie má mírnější terénní modelaci. Stéká z ní na západ vádí Nachal Botmim. Krajina v okolí hory je členěna četnými skalnatými vrchy. Na severozápadě na ni přímo navazuje vrch Har Bosmat, na jihu pokračuje strmý skalnatý zlom vrchem Har Gadna, na severu horou Har Berech.